# 愛がひとりぼっち
「愛がひとりぼっち」（あいがひとりぼっち）は、1985年10月にリリースされた岩崎良美の21枚目のシングルである。発売元はキャニオン・レコード。

## 概要・エピソード
表題曲「愛がひとりぼっち」は、フジテレビ系列で放映されたテレビアニメ『タッチ』の第2期オープニングテーマ曲。同年12月にフジテレビ系列で放送された『1985 FNS歌謡祭』では、この曲で優秀歌謡音楽賞を受賞した。
B面に収録された「青春」（第2・3期エンディングテーマ曲）は、1986年3・4月に開催された第58回センバツ高校野球大会の入場行進曲として採用され、岩崎は同大会開会式のゲストとして生出演した。なお、姉の岩崎宏美も過去に「センチメンタル」（1976年・第48回センバツ大会）と、「聖母たちのララバイ」（1983年・第55回センバツ大会）の2曲が、同じくセンバツ高校野球の入場行進曲に採用されていた。日本の姉妹歌手が同大会の入場行進曲に揃って起用されたのは初めてのことである。
岩崎良美にとって、週間オリコンチャートにおいてベスト10入りした唯一のシングルである（2016年現在・最高位10位）。
この楽曲が発表されてから3年後の1988年12月に小野佳苗が同名の少女漫画『愛がひとりぼっち』を発売しているが、内容は本楽曲と無関係である。

## 収録曲
（全作詞：康珍化 - 作曲・編曲：芹澤廣明）
1. 愛がひとりぼっち
2. 青春

## 参考資料
- 岩崎良美 CD-BOX 80-87 ぼくらのベスト（2002年7月17日）